# Carex stipitiutriculata
Carex stipitiutriculata är en halvgräsart som beskrevs av Pei Chun Qiong Li. Carex stipitiutriculata ingår i släktet starrar, och familjen halvgräs. Inga underarter finns listade i Catalogue of Life.